# Intersections (film)
Pour les articles homonymes, voir Intersection.
Pour plus de détails, voir Fiche technique et Distribution.
Intersections est un film français réalisé par David Marconi et produit par Luc Besson, sorti en 2013

## Synopsis
Au Maroc, Taylor (Jaimie Alexander) et Scott Dolan (Frank Grillo) sont en voyage pour leur lune de miel. Taylor a prévu de tuer son riche mari avec l'aide de son amant, Travis (Charlie Bewley). Le plan tourne mal quand toutes les parties sont impliquées dans un accident de voiture sanglant sur une route désertique et reculée. Ils survivent au carambolage et font la connaissance des autres survivants : Omar (Moussa Maaskri) un trafiquant de diamants bruts et d'armes, Audrey (Marie-Josée Croze) française avec un bébé malade, et Saleh (Roschdy Zem), mystérieux « réparateur ». Tous sont embarqué dans un voyage fait de tromperies et de révélations qui culmine dans la médina d'Essaouira.

## Fiche technique
- Titre : Intersections
- Réalisation : David Marconi
- Scénario : David Marconi
- Musique : Richard Horowitz
- Photographie : Thomas Hardmeier
- Montage : Julien Rey
- Production : Luc Besson
- Société de production : EuropaCorp, Grive Productions et Canal+
- Société de distribution : EuropaCorp Distribution (France)
- Pays :  France
- Genre : action et thriller
- Durée : 101 minutes
- Dates de sortie : 
  -  France : 30 janvier 2013

## Distribution
- Frank Grillo (VF : Jean-Pierre Michaël) : Scott Dolan
- Jaimie Alexander (VF : Ingrid Donnadieu) : Taylor Dolan
- Roschdy Zem (VF : lui-même) : Saleh
- Marie-Josée Croze (VF : elle-même) : Audrey
- Moussa Maaskri (VF : lui-même) : Omar / Isaam Benamou
- Charlie Bewley (VF : Franck Lorrain) : Travis
- Affif Ben Badra : Ayub
- Carlos Leal : Cyril
- Gabriella Wright : Odette

Source et légende : Version française (VF) sur Symphonia Films